# Clavicilindro
Instrumento musical de teclado cujos sons são produzidos pelo atrito de uma haste de metal correspondente a nota sobre um cilindro de vidro umedecido.
Possui uma tessitura de quatro oitavas e meia. Foi inventado por Ernst Chladni em 1799.